# Night fades away (album van Nils Lofgren)
Night fades away is een elpee van Nils Lofgren uit 1981. Het album bereikte de hitlijsten in verschillende landen. Het bestaat voor een groot deel uit originele nummers die hij zelf of met anderen schreef.
Dit is het eerste album dat hij via Backstreet Records uitbracht, terwijl zijn vorige albums via A&M Records verschenen. Bij het verschijnen had hij al meer dan een jaar geen album uitgebracht. Volgens een recensie in AllMusic was het echter nog steeds niet af en bestaat het vooral uit een aantal experimenten en zette hij er niet echt een muzikaal statement mee neer. 

## Hitnoteringen
| Hitlijst                | notering |
| ----------------------- | -------- |
| Zweden                  | 22       |
| Verenigd Koninkrijk     | 50       |
| Billboard Album Top 200 | 99       |

## Nummers
| Nummer | naam             | geschreven door                       | duur |
| ------ | ---------------- | ------------------------------------- | ---- |
| A1     | Night fades away | Nils Lofgren                          | 4:23 |
| A2     | I go to pieces   | Del Shannon (Charles Weedon Westover) | 2:52 |
| A3     | Empty heart      | Nils Lofgren                          | 4:37 |
| A4     | Don't touch me   | Nils Lofgren                          | 3:51 |
| A5     | Dirty money      | Nils Lofgren                          | 3:56 |
| B1     | Sailor boy       | Nils Lofgren                          | 3:53 |
| B2     | Anytime at all   | John Lennon en Paul McCartney         | 2:51 |
| B3     | Ancient history  | Nils Lofgren                          | 4:49 |
| B4     | Streets again    | Jeffrey Baxter en Nils Lofgren        | 3:59 |
| B5     | In motion        | Jeffrey Baxter en Nils Lofgren        | 3:17 |